# Caué
Caué ist ein Distrikt von São Tomé und Príncipe und liegt auf der Insel São Tomé im Golf von Guinea vor den Küsten Westafrikas im Atlantik.

## Geographie
Caué grenzt im Westen an Lembá, im Norden an Mé-Zóchi und im Osten an Cantagalo und ist mit einer Fläche von 267 km² der größte der sieben Distrikte. Hier lebten 2012 rund 6000 Menschen. Die Hauptstadt ist São João dos Angolares an der Ostküste von São Tomé mit 2474 Einwohnern. Weitere Orte in Caué sind Ribeira Peixe, Dona Augusta, Mbombo, Nzumbi und Porto Alegre. Der Distrikt, der ebenfalls die Insel Rolas umfasst, ist größtenteils von Wald bedeckt und nur schwer zugänglich.

## Bevölkerungsentwicklung
| Jahr | Einwohner | Anteil an der Gesamtbevölkerung |
| ---- | --------- | ------------------------------- |
| 1940 | 6675      | 11,0 %                          |
| 1950 | 6942      | 11,6 %                          |
| 1960 | 5874      | 9,1 %                           |
| 1970 | 3757      | 5,1 %                           |
| 1981 | 4607      | 4,8 %                           |
| 1991 | 5322      | 4,5 %                           |
| 2001 | 5501      | 4,0 %                           |
| 2012 | 6031      | 3,4 %                           |